# Klon grabolistny

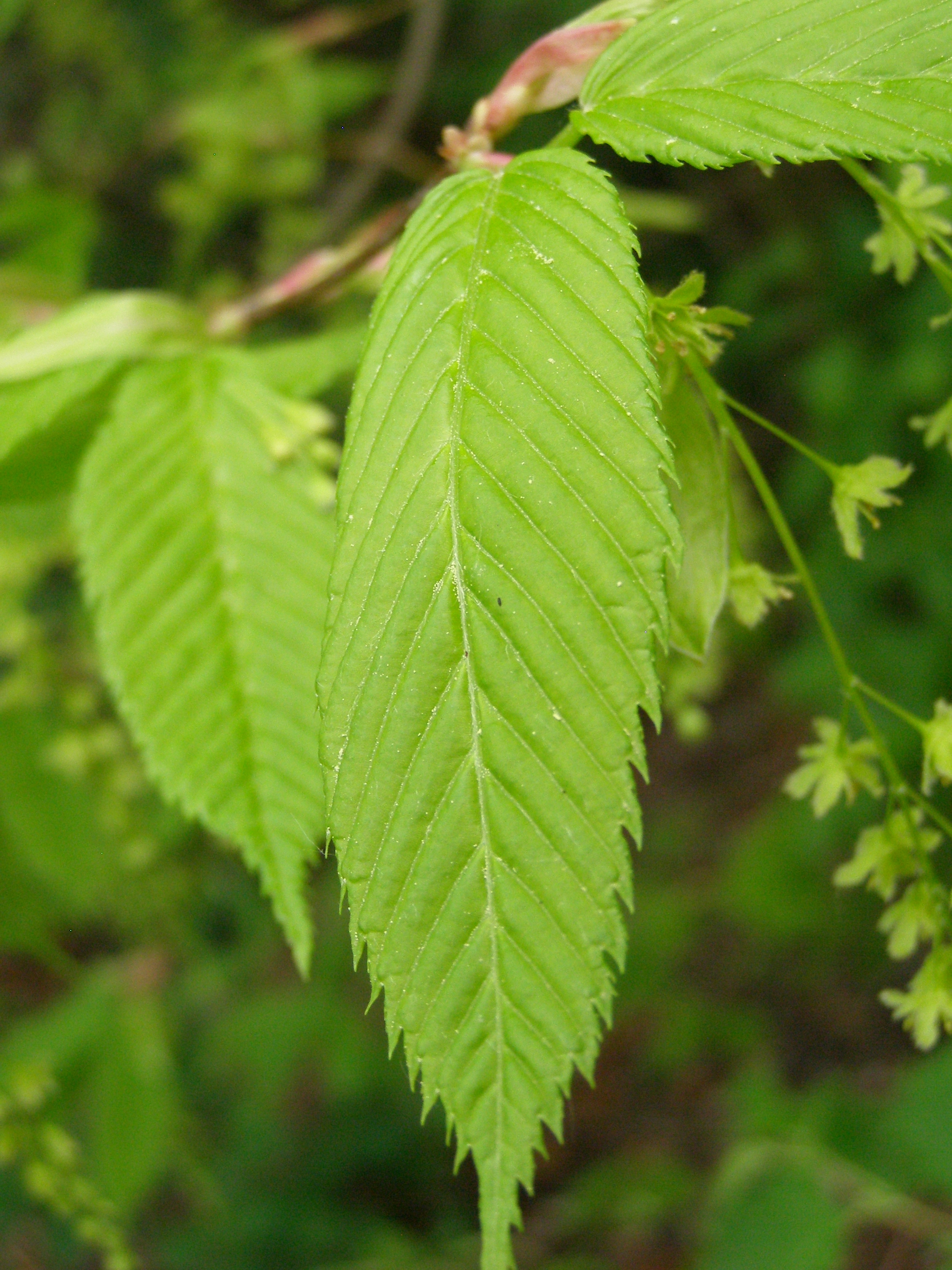
Liście klonu grabolistnego

Klon grabolistny (Acer carpinifolium Sieb. et Zucc.) – gatunek drzewa z rodziny mydleńcowatych (Sapindaceae). W obrębie rodzaju sklasyfikowany do sekcji Indivisa. Pochodzi z górskich lasów w Japonii.

## Morfologia
PokrójDrzewo o wąskiej koronie dorastające do 10 m.
LiścieEliptyczne, długości 8 do 12 cm, podwójnie piłkowane, jesienią przebarwiają się na żółto.

## Zastosowanie
Roślina ozdobna. W Polsce spotykany najczęściej w województwach północno-zachodnich, ze względu na małą odporność na mrozy. Wrażliwy na suszę, mając zbyt mało wilgoci traci liście. W polskich warunkach przybiera formy krzewiaste, czasem wyrasta na niewysokie drzewo.